# Apostolischer Delegat
Als Apostolischer Delegat oder päpstlicher Gesandter wird der Vertreter des Apostolischen Stuhls bezeichnet, der den Kontakt zu den kirchlichen Institutionen und Personen pflegt.
Ist der Vertreter des Apostolischen Stuhls nicht nur Bindeglied zur Ortskirche, sondern auch akkreditierter Botschafter bei einem Staat, wird er als Apostolischer Nuntius bezeichnet. Im Gegensatz zu diesem besitzt ein Delegat nicht die Rechte und Privilegien nach dem Wiener Übereinkommen über diplomatische Beziehungen wie zum Beispiel persönliche Immunität.
Der Codex des Kanonischen Rechts bezeichnet alle Apostolischen Legaten in der lateinischen Fassung als legati pontificii („päpstliche Legaten“), in der deutschen Fassung als „päpstliche Gesandte“. Im Kirchenrecht besteht demnach kein Unterschied zwischen päpstlichen Nuntien und Delegaten. In seinem Amtsgebiet hat der Apostolische Delegat Vorrang vor allen Bischöfen außer den Kardinälen und Patriarchen. Dort darf er auch ein Zingulum, Pileolus und ein Birett aus violetter Moiréseide tragen sowie in allen Kirchen seines Zuständigkeitsbereiches Gottesdienste, auch mit Pontifikalien, feiern.
Derzeit gibt es elf Apostolische Delegaten:
- Afrika:
  - Komoren: Der Apostolische Delegat ist auch Apostolischer Nuntius in Madagaskar.
  - Somalia: Der Apostolische Delegat ist auch Apostolischer Nuntius in Äthiopien und Dschibuti.
- Amerika:
  - Antillen: Der Apostolische Delegat ist auch Apostolischer Nuntius in 12 weiteren Staaten. Er ist zuständig für die abhängigen Gebiete in der Region.
  - Puerto Rico: Der Apostolische Delegat ist auch Apostolischer Nuntius in der Dominikanischen Republik. Die Delegation ist nicht im Annuario Pontificio enthalten, aber der Apostolische Nuntius in der Dominikanischen Republik hat den persönlichen Auftrag, den Heiligen Stuhl als Apostolischer Delegat zu vertreten.
- Asien:
  - Brunei: Der Apostolische Delegat ist auch Apostolischer Nuntius in Malaysia und Osttimor.
  - Jerusalem und Palästina: Der Apostolische Delegat ist auch Apostolischer Nuntius in Israel und Zypern.
  - Laos: Der Apostolische Delegat ist auch Apostolischer Nuntius in Thailand, Myanmar und Kambodscha.
  - Arabische Halbinsel: Der Apostolische Delegat ist zuständig für die Länder Saudi-Arabien und Oman, die keine diplomatischen Beziehungen zum Heiligen Stuhl unterhalten, und als Apostolischer Nuntius in Kuwait, Bahrain, den Vereinigten Arabischen Emiraten und im Jemen akkreditiert.
  - Vietnam
- Europa:
  - Kosovo: Der Apostolische Delegat ist auch Apostolischer Nuntius in Slowenien.
- Ozeanien:
  - Pazifik: Der Apostolische Gesandte ist auch Apostolischer Nuntius in Neuseeland und in zehn weiteren Staaten. Als Delegat ist er zuständig für Tuvalu, das keine diplomatischen Beziehungen zum Heiligen Stuhl unterhält.

## Belege
1. ↑  Codex des Kanonischen Rechts, Cann. 362–367
2. ↑  Ut sive sollicite. Abgerufen am 19. Juni 2020.
3. ↑  CIC/1983 deutsch online. Abgerufen am 19. Juni 2020.